# Phthiracarus incertus
Phthiracarus incertus är en kvalsterart som beskrevs av Wojciech Niedbała 1983. Phthiracarus incertus ingår i släktet Phthiracarus och familjen Phthiracaridae. Inga underarter finns listade i Catalogue of Life.